# Sineugraphe sinensis
Sineugraphe sinensis är en fjärilsart som beskrevs av Charles Boursin 1954. Sineugraphe sinensis ingår i släktet Sineugraphe och familjen nattflyn. Inga underarter finns listade i Catalogue of Life.